# آرتساخ (استان تاریخی)

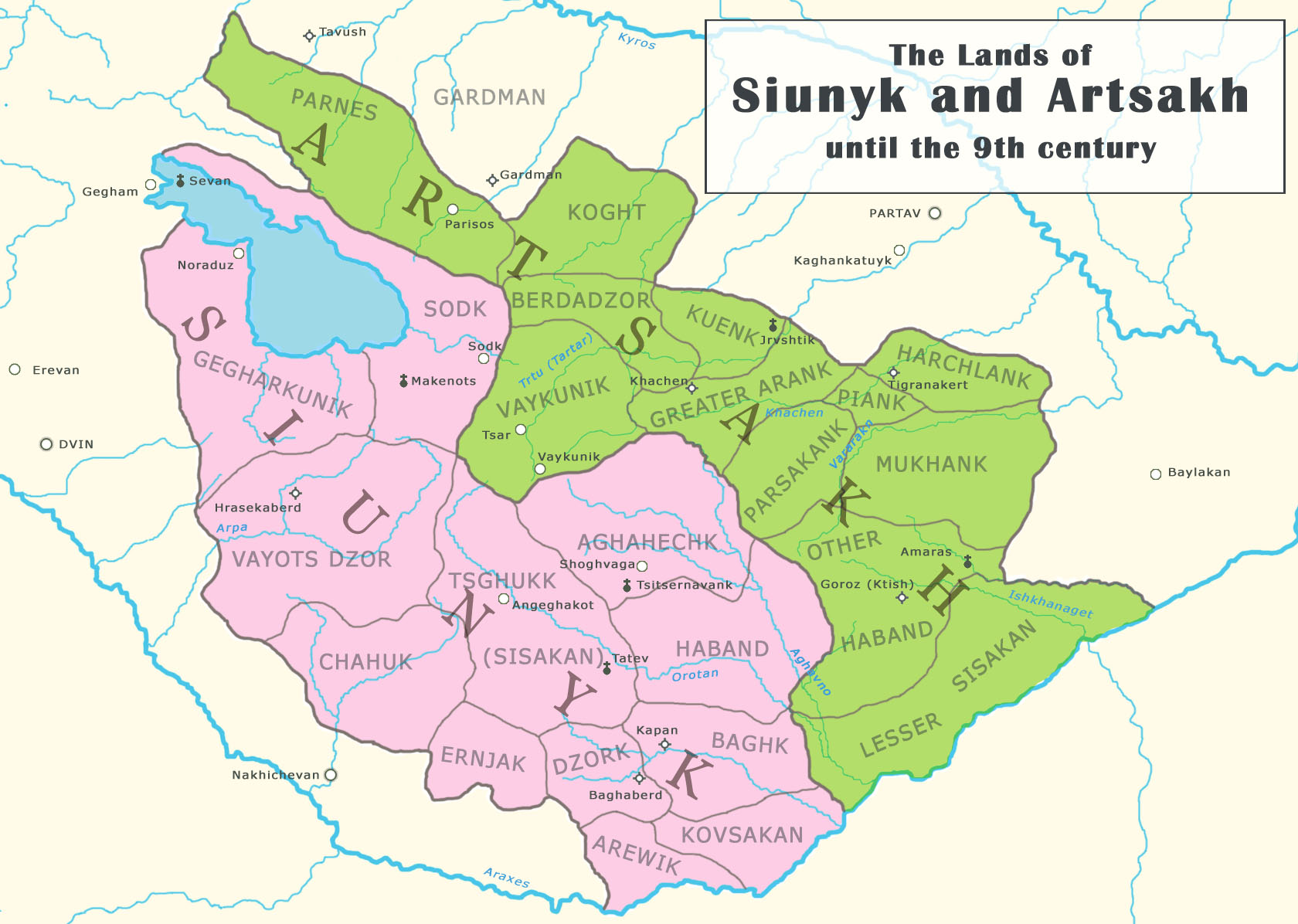
تا اوایل سدهٔ نهم: آرتساخ (سبزرنگ)، سیونیک (صورتی).

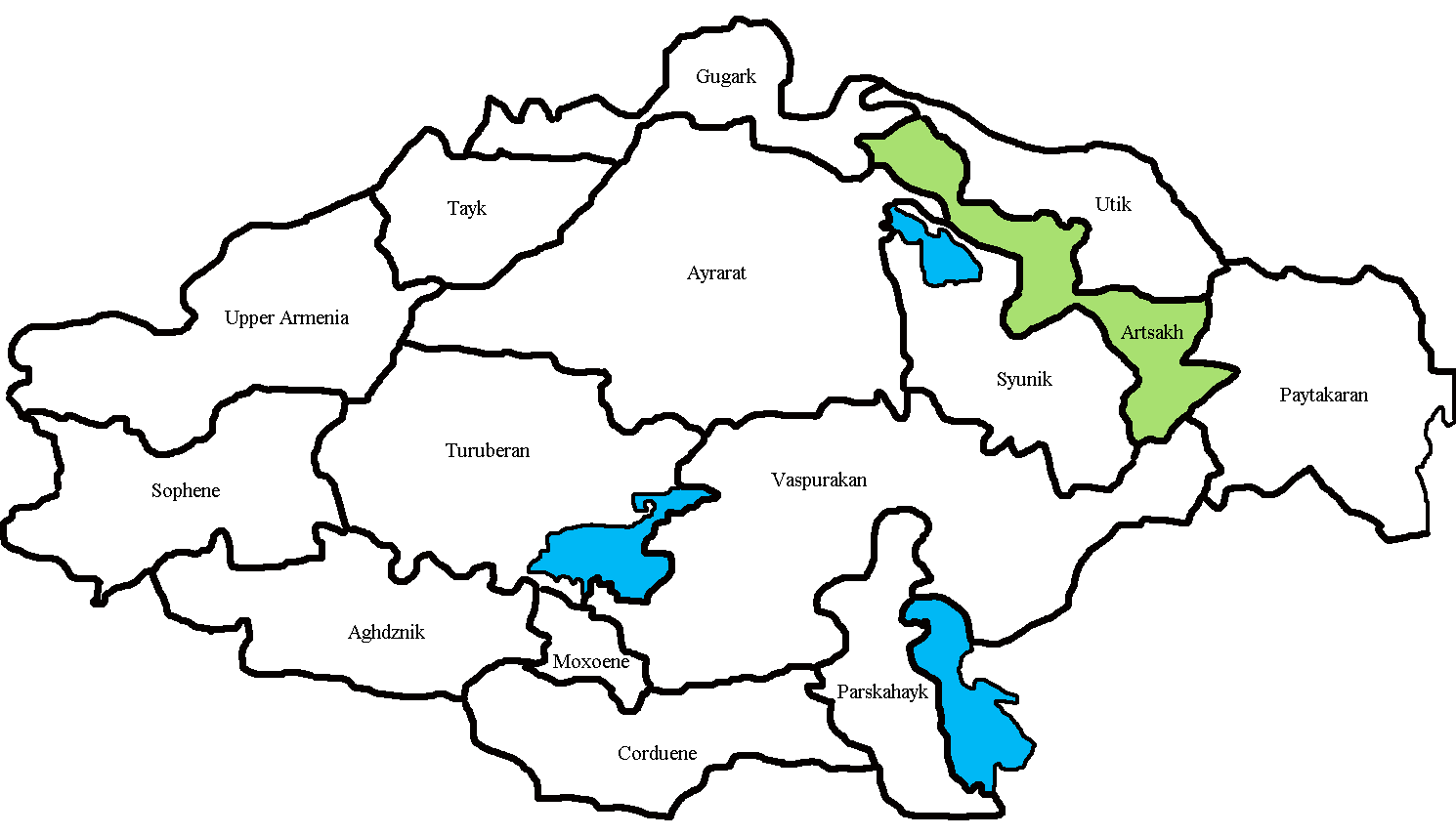
پانزده ایالت ارمنستان باستان و موقعیت آرتساخ و دو استان دیگر سیونیک و اوتیک

آرتْساخ (به ارمنی: Արցախ) نام دهمین استان ارمنستان بزرگ بود.
تاریخ‌نگاران و جغرافی‌دانان نامداری همچون پلینیوس( کتاب تاریخ طبیعی )، بطلمیوس( کتاب جغرافیا )، پلوتارک( کتاب بیوگرافی تطبیقی ) و دیون کاسیوس( کتاب دانسته‌های نویسندگان یونان باستان و لاتین دربارهٔ سکوتیا و قفقاز ) همگی در آثار خود تأکید داشته‌اند که رود کورا مرز میان ارمنستان و آلبانیای قفقاز( آران یعنی سرزمینی که امروزه جمهوری آذربایجان نامیده می‌شود ) بوده‌است و آرتساخ( قره‌باغ ) در سمتی از این رود قرار دارد که جزئی از ارمنستان بوده‌است. در ارمنستان سده‌های میانه آرتساخ را «سیونیک کوچک» و تْساودِک نیز می‌نامیدند.
منطقه‌ای که در طی یک سدهٔ اخیر به نام منطقه ی خودمختار قره‌باغ کوهستانی، یا امروز جمهوری قره‌باغ کوهستانی یا جمهوری آرتساخ معروف است در واقع شامل بخش‌هایی از استان‌های آرتساخ، سیونیک و اوتیک است و بخش بزرگی از آن در استان آرتساخ واقع می‌باشد.

## نام‌گذاری
نام آرتساخ در سنگ‌نبشته های اورارتو( دوران پادشاهی آیرارات، اوشاکان کنونی ) به صورت‌های آرداخونی یا اوردخینی و اوردخه قید شده‌است که نام آرتساخ از آن مأخوذ است و سرزمینی به این نام در هزارهٔ اول پیش از میلاد جزو پادشاهی آیرارات و سپس یرواندیان( دودمان اروندی ) قرار داشت.
استرابون در( کتاب جغرافیای ) خود قسمت سمت راست رود کورا( محل کنونی قره‌باغ ) را با نام ارخیستینا( Orkhistene ) به عنوان یک استان هایک بزرگ( ارمنستان بزرگ )-( ارمنستان = هایاستان ) دانسته که به خاطر سوارکارانش شهرت داشته‌است.
این منطقه از سدهٔ ۱۳ میلادی با نام خاچن شهرت داشت و از سدهٔ ۱۸ میلادی نیز نام ارمنستان کوچک و به همراه استان اوتیک نام سرزمین دور ارمنی برای آرتساخ به کار می‌رفته‌است.
نام ( قره‌باغ ) برای نخستین‌بار در سدهٔ ۱۴ میلادی براساس نام‌گذاری پارسی برای این منطقه به کار رفت. در واقع دشت‌های این منطقه با نام باغ سفید و بخش کوهستانی آن با نام باغ سیاه نامیده می‌شد که بعدها در نزد ترک‌زبانان به قره‌باغ باغ سیاه تغییر یافت.
درباره ی معنی این نام نظرات متعددی وجود:
- نام قره‌باغ را ارمنیان نخستین‌بار توسط تُوْما یا توماس مِتسوپتسی به‌کار برده اند.
- مفهوم این نام را نخستین‌بار هوانیسیک زارتسی[۱۴] در سدهٔ ۱۶–۱۷ میلادی به صورت «باغ سیاه» بیان کرد.
- قره‌باغ ترجمهٔ لغوی آرتساخ است که آر( سوخته ) + تساخ( جنگل، درخت ) یعنی جنگل سوخته یا سیاه می‌باشد.[۱۵]
- آرتساخ به معنی« سرزمین جنگی خدای آر »

## تاریخ باستانی آرتساخ

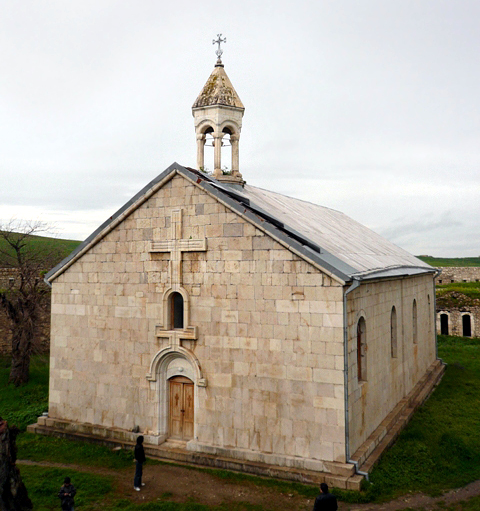
صومعهٔ آماراس مدفن گریگوریس مقدس، (نوهٔ گریگور روشنگر) که در سال ۳۳۸ میلادی در راه تبلیغ مسیحیت به شهادت رسید، در این صومعه واقع است.

قره‌باغ کوهستانی پس از سقوط دولت باستانی اورارتو: همانگونه که اشاره کردیم اورارتوهای التصاقی زبان، به احتمال زیاد پدر ملت امروزی چچن‌ها می‌باشند. اورارتوهای مسیحی آلبان در قفقاز جنوبی دولت تشکیل داده و این ناحیه جزو دولت آلبان گردید. پس از گذشت چندین سده دولت مسیحی آلبان پس از حملهٔ اعراب و اشغال این ناحیه‌ها توسط سپاه اسلام مسلمان شدند. پس از گذشت چندین سال، بیشتر مردم این نواحی مسلمان گشته و آیین مسیحی را رها کرده و به اسلام گرویدند؛ و بقیهٔ این مسیحیان در میان ارمنیان آسمیله گشته و حل شدن و بنا به روایتی بیشتر ارامنه امروز از نسل آن مردم مسیحی هستند و پس از مسلمان شدن ناحیه، چندین سلسلهٔ مسلمان محلی در قفقاز حکومت کردند ولی مهم‌ترین و بزرگ‌ترین این‌ها دولت شیروانشاهان بودند و پس از این‌ها هم سایر سلسله‌های ترک‌تبار مسلمان مثل سلجوقیان، آق‌قویونلوها، قره‌قویونلوها، صفویان، و قاجاریان بر این منطقهٔ تاریخی حکومت کردن بیش از هزاران سال این نواحی و نواحی اطراف در حاکمیت مسیحیان و مسلمانان بوده‌است.

## تاریخ سیاسی آرتساخ

طی سال‌های ۱۹۱۸ تا ۱۹۲۰ میلادی و پس از استقلال کشورهای منطقهٔ قفقاز، شورای محلی ارمنیان آرتساخ ادارهٔ آنجا را بر عهده گرفتند. یکی از اهداف شورای ملی الحاق آرتساخ به اولین جمهوری ارمنستان بود.
در آن تاریخ در جمهوری آذربایجان حزب مساوات حاکم بود. مساواتیان آذری تمام همت خود را به کار می‌بردند تا آرتساخ را به کشور خود ملحق کنند اما موفق نمی‌شدند.
آذری‌های ماورای ارس و ترکان عثمانی به انتقامجویی برخاستند و دست به قتل‌عام و کشتار شوشی زدند.
پس از تماس‌های پنهانی جمهوری سوسیالیستی آذربایجان شوروی با مسکو و دخالت ترکیه، آذربایجان ادعای مالکیت منطقهٔ آرتساخ (قره‌باغ کوهستانی) را نیز مطرح کرد. در پی این ادعا ساکنان منطقه به مخالفت برخاستند. در اول ژوئیهٔ ۱۹۲۱م، حزب کمونیست (بلشویک) کشورهای قفقاز، در نشستی مخصوص، مشکلات ایجاد شده در منطقه را به شور و مشورت گذاشت و در ۴ ژوئیه طی نظرخواهی‌ای شفاف، تصمیم گرفته شد که منطقهٔ قره‌باغ کوهستانی جزو ارمنستان شود، لیکن در پایان همان روز نریمان نریمانف، درخواست کرد که به دلیل اهمیت موضوع تصمیم نهایی به روز بعد موکول شود. درست یک روز بعد، بنابر تمایل شخصی ژوزف استالین و بدون در نظر گرفتن رأی شورای حزب کمونیست قفقاز، با شرط خودمختاری ملی، منطقهٔ آرتساخ به آذربایجان شوروی واگذار شد. البته، حق خودمختاری ملی منطقه نیز بعدها از سوی کشور آذربایجان نقض شد.
پس از قره‌باغ کوهستانی بخش‌های کاملاً ارمنی‌نشینی از نواحی شرق و جنوب منطقه مخصوصاً منطقهٔ شاهومیان در دوران تاریخ متعلق به آرتساخ و جزئی از ملیک‌های قره‌باغ بودند، نیز جدا و به حدود مرزی کشور آذربایجان شوروی متصل شدند.
پایتخت آرتساخ شهر استپاناکرت انتخاب شد. در زمان جنگ جهانی دوم ۴۵ هزار تن از اهالی آرتساخ به جنگ فراخوانده شدند که تقریباً نیمی از آن‌ها هرگز برنگشتند. چه پیش و چه پس از جنگ، منطقه از پیشرفت و ترقی بازماند و در زمینه‌های اجتماعی و اقتصادی هیچگونه اقدام مثبتی صورت نگرفت.
از نیمه‌های ۱۹۸۰ میلادی زمزمه‌های اصلاحات نو نه تنها در کل اتحاد جماهیر شوروی بلکه در ارمنستان و آرتساخ نیز موجب خیزش مردم شد. نمایندگانی از سوی مردم آرتساخ به مسکو رفتند و تقاضای خود را مبنی بر احیای حقوق و اختیارات خود در شورای مرکزی حزب کمونیست شوروی مطرح کردند. در ۱۳ فوریهٔ ۱۹۸۸ میلادی هزاران تن از مردم در استپاناکرت تجمع کردند و از مسئولان حزب کمونیست جدایی منطقه را از آذربایجان شوروی و الحاق آن را به ارمنستان خواستار شدند.
در ۲۰ فوریه، نمایندگان مجلس مردمی منطقهٔ آرتساخ طی نشستی فوق‌العاده به صورت یکپارچه تصمیم گرفتند:
«با توجه به درخواست مردم آرتساخ از شورای مرکزی آذربایجان شوروی و ارمنستان تقاضا می‌شود با درک احساسات عمیق و حقوق پایمال شدهٔ مردم در طی سالیان گذشته جدایی از کشور آذربایجان شوروی و الحاق مجدد به کشور مادری، ارمنستان، تحقق بخشیده شود».
این درخواست مردم آرتساخ بازتاب گسترده‌ای یافت و با استقبال ارمنیان در ارمنستان و جهان رو به رو شد اما حزب کمونسیت مسکو آن را توطئهٔ عده‌ای ملی‌گرای افراطی عنوان کرد. این تصمیم شتابزده و بی‌اساس مسکو سبب خشم، انزجار و اعتراض گستردهٔ ارمنیان شد و به موجب آن مردم دست به اعتصاب‌ها و مخالفت‌های سراسری و گسترده زدند.
در ۲۸ فوریه، میخائیل گورباچف، طی بیانیه‌ای خطاب به مردم ارمنستان و آذربایجان اعلام کرد که در منطقهٔ کوهستانی طی سالیان متمادی مشکلات، مسائل فراوان و نواقص بسیاری بر روی هم انباشته شده و باعث بروز مشکلات کنونی شده. به این ترتیب، برای نخستین‌بار، رهبران اتحاد جماهیر شوروی به موضوع آرتساخ پرداختند. گورباچوف مردم دو کشور را به آرامش و بلوغ سیاسی و برگشت به زندگی عادی دعوت کرد.
این اقدام از سوی ارمنیان با خوشبینی و امید به آینده پذیرفته شد. اعتصابات پایان یافت و مردم به سرکارهای خود بازگشتند و قرار شد خسارات برجای مانده از اعتراضات نیز جبران شوند.
اما این بلوغ سیاسی در آذربایجان روندی برعکس داشت و به گونه‌ای دیگر تعبیر شد. آذری‌های ماورای ارس کشتار سومقاییت را پی‌ریزی کردند و در نتیجه تعداد زیادی از مردم قتل‌عام شدند. پس از واقعهٔ سومقاییت، فرار ارمنیان از دیگر شهرهای آذربایجان شروع و پس از مدت کوتاهی به مهاجرت دسته جمعی تبدیل شد.
در ۱۸ ژوئیههٔ ۱۹۸۸م، اتحاد جماهیر شوروی سوسیالیستی طی نشستی با مسئولان آذربایجان، ارمنستان و آرتساخ به این نکته اشاره کرد که مطابق قانون اساسی اتحاد جماهیر شوروی تغییر مرزها امکانپذیر نیست و بدین ترتیب مسئلهٔ (حق تعیین سرنوشت ملت‌ها) به (تغییر مرزها) تعبیر شد. در پی این بیانیه تعدادی از مأموران امنیتی مسکو به آرتساخ فرستاده شدند ولی اوضاع منطقه همچنان متشنج بود و افزون‌بر آن حملاتی نیز از سوی باکو به مردم مناطق مرزی ارمنستان و آرتساخ صورت می‌گرفت.
در روزهای پایانی ۱۹۸۸ میلادی، قتل‌عام گنجه ارمنیان شروع شد. در ۱۲ ژانویهٔ ۱۹۸۹ میلادی، مجلس عالی شوروی کلیهٔ مسئولان رده بالای آرتساخ را از کار برکنار کرد و به جای آن‌ها کمیتهٔ مخصوص ادارهٔ منطقه را، تحت نظر وولسکین، بر عهده گرفت. کمیتهٔ مزبور اقداماتی اصلاحاتی در منطقه در پیش گرفت و رفت‌وآمد به ارمنستان برخلاف گذشته وضع بهتری یافت ولی مسئولان باکو با ایجاد مزاحمت مانع شکل‌گیری امور منطقه می‌شدند.
طی سیزدهم الی نوزدهم ژانویهٔ۱۹۹۰ میلادی، جبههٔ ملی آذربایجان ماورای ارس، با کسب اجازه از مسئولان مملکتی، کشتار و قتل‌عام اهالی ارمنی آذربایجان را بار دیگر تدارک دیدند. کشتار ارمنیان، مصادرهٔ اموال آن‌ها و دیگر اقدامات آذربایجان در مقابل چشمان نیروهای دولتی، انتظامی و ارتش شوروی و بدون دخالت و ممانعت آنان صورت پذیرفت. مسئولان روسی تنها هنگامی که متوجهٔ کودتای آذربایجان شدند نیروهای خود را وارد شهر کرده و حکومت نظامی اعلام کردند. این وضعیت (حکومت نظامی) بدون هیچ دلیل موجهی در آرتساخ نیز اعمال شد.
در اوایل ۱۹۹۱ میلادی، نمایندگانی از سوی مجلس اروپا، روسیه و ارمنستان آمادگی خود را برای بازدید از مناطق مورد مناقشه اعلام کردند ولی مسئولان باکو مانع ورود آن‌ها به منطقه شدند. در فوریهٔ ۱۹۹۱ میلادی، به دستور حیدر علی‌اف، حکم سکونت ساکنان آذربایجان در آرتساخ صادر شد و از سوی دیگر شدت حملات آذربایجان به روستاهای آرتساخ و اسارت و انتقال اهالی آن به مناطق نامعلوم بیشتر شد. در طی ماه‌های آوریل و مه، نیروهای آذربایجان با کمک نظامیان شوروی، منطقهٔ گِداشِن و تمام نواحی آن را پس از کشتار و کوچاندن اهالی به تصرف خود درآوردند.
در ۳۰ اوت ۱۹۹۱ میلادی، دولت آذربایجان استقلال خود را از اتحاد جماهیر شوروی اعلام کرد. قره‌باغ کوهستانی هم با استناد بر حقوق خود و مطابق قانون اساسی، در ۲ سپتامبر ۱۹۹۱ میلادی، موجودیت خود را به‌طور رسمی اعلام داشت و در ۱۰ دسامبر همان سال، در پی مراجعه به آرای عمومی و رأی اکثریت قاطع مردم آرتساخ، استقلال آرتساخ/قره‌باغ کوهستانی تأیید شد.

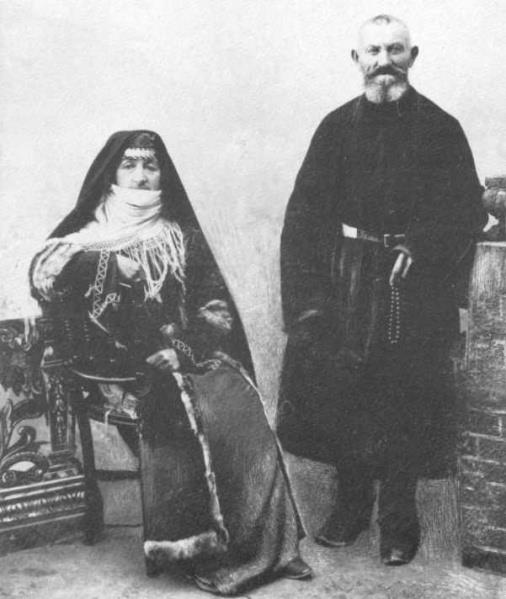
نمونه‌ای از پوشاک خانوادهٔ ارمنی آرتساخ، سدهٔ نوزدهم

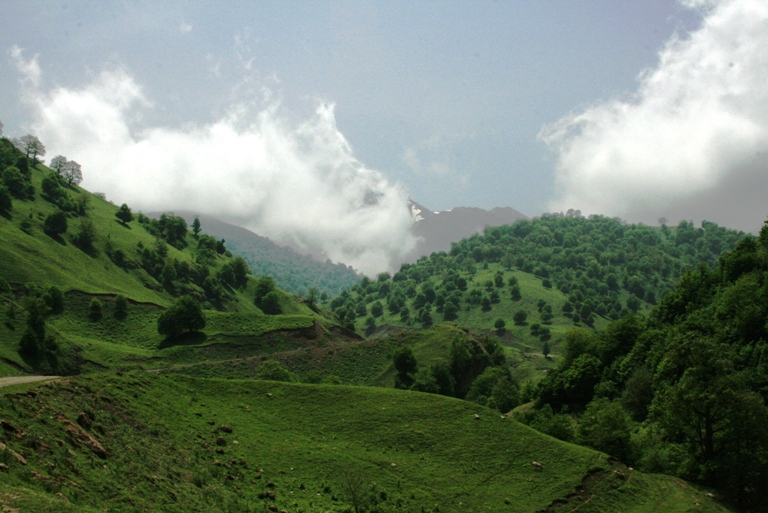
رشته کوه مُراو

## جغرافیای طبیعی و جمعیتی آرتساخ
- جغرافیای طبیعی آرتساخ

پهنهٔ آرتساخ بالغ بر ۴٬۴۰۰ کیلومتر مربع و ارتفاع متوسط آن از سطح دریا ۱٬۱۰۰ متر است و در جنوب شرقی کوه‌های قفقاز قرار دارد. از شرق فلات آرتساخ تا نقطهٔ تلاقی رودهای کورا و ارس در دشت آرتساخ کشیده می‌شود.
رودهای پرآب کوهستانی آرتساخ در طول میلیون‌ها سال پهنهٔ فلات آرتساخ را به جلگه‌های زیبا و دره‌های عمیق بدل ساخته‌اند. از این میان می‌توان جلگه رودهای ایشخاناگد، واراندا، خوناشن، تارتار را نام برد.
رشته‌کوه‌های آرتساخ در سراسر غرب آرتساخ از شمال تا جنوب کشیده شده‌است، کوه‌های گیامیش (۳٬۷۴۰ متر) مُراو (۳٬۳۴۳ متر) در شمال و قله‌های گیرس بزرگ (۲٬۷۲۵ متر) و دیزاپایت (۲٬۴۸۰ متر) در جنوب واقع‌اند. کوه‌های آرتساخ پوشیده از جنگل هستند.
آرتساخ دارای آب و هوای معتدل است و میانگین دمای سالانهٔ آن ۱۰+ درجه سانتی‌گراد می‌باشد، ژوئن گرم‌ترین ماه (دمای متوسط ۲۱+ درجهٔ سانتی‌گراد) سال است. گرم‌ترین نواحی عبارتند از: مارتاکرت و مارتونی. در ماه ژانویه میانگین دما بالغ بر ۱٫۲- درجهٔ سانتی‌گراد و در فوریه ۰٫۶- درجه است. سردترین ناحیه در حوالی رشته‌کوه مُراو واقع است. بارندگی سالانه میان ۲۵۰ تا ۸۳۰ میلی‌متر است.
در آرتساخ میوههایی چون انگور، انار، بادام، توت، آناناس و غیره وجود دارد. در نواحی پست چون مارتاکرت و مارتونی خاک نیمه‌بیابانی، خاکستری و قهوه‌ای و در غرب به رنگ قهوه‌ای تیره وجود دارد. در منطقه حدود دو هزار گونه گیاهی موجود است. ۳۵ درصد از پهنهٔ آرتساخ را جنگل پوشانده‌است.
در نواحی پست و دشت‌ها بز وحشی و در نی‌زارها گراز وجود دارد. در جنگل‌ها خرس خاکستری، گرگ، گربهٔ دشتی، روباه، خرگوش و غیره زندگی می‌کنند. غاز وحشی، اردک، بلبل، شاهین، باز (پرنده)، کرکس، جغد و غیره از پرندگان منطقه می‌باشد.
در آرتساخ معادن روی، مس، قلع، آهن و همچنین معادن سنگ‌هایی چون سنگ مرمر، آهک، انواع سنگ خارا، سنگ آذرین، آندزیت و نیز آب‌های معدنی که از دیرباز مشهور بوده‌اند، وجود دارد.
- جغرافیای جمعیتی آرتساخ

در پی حملات و لشکرکشی‌های طولانی تارتارها و همچنین مغولان و اعراب در نواحی شرقی استان آرتساخ بارها نواحی آباد ویران شد و روستاهای جدید بنا شده‌اند و به همین علت تارتارها در نواحی شرقی استان آرتساخ اسکان گزیدند و به همین علت ساکنان بومی به نواحی کوهستانی آرتساخ پناه بردند و اقامت گزیده‌اند.
بافت جمعیتی آرتساخ همواره دچار تحول بوده‌است. از یک سو ارمنیان در داخل منطقه مجبور به تغییر مکان شده و نیز گروهی هم به کشورهای دیگر مهاجرت کردند، از دیگر سو ارمنیانی هم از سایر نواحی به آرتساخ هجرت نموده‌اند. در کنار این تحولات بافت ملی و قومی دچار تغییرات شده‌است.
ترکیب قومیتی و جمعیتی آرتساخ از سال ۱۹۲۱م تا ۲۰۰۵م.
| سال  | جمعیت آرتساخ | ارمنیان | آذری‌ها | روس‌ها | اوکراینی | سایر اقوام |
| ---- | ------------ | ------- | ------ | ----- | -------- | ---------- |
| ۱۹۲۱ | ۱۳۱٬۵۰۰      | -       | -      | -     | -        | -          |
| ۱۹۲۶ | ۱۲۵٬۳۰۰      | ۱۱۱٬۶۹۴ | ۱۲٬۵۹۲ | ۵۹۶   | ۰        | ۴۱۶        |
| ۱۹۳۹ | ۱۵۰٬۸۳۷      | ۱۳۲٬۸۰۰ | ۱۴٬۰۵۳ | ۳٬۱۷۴ | ۴۳۶      | ۳۷۴        |
| ۱۹۵۹ | ۱۳۰٬۴۰۶      | ۱۱۰٬۰۵۳ | ۱۷٬۹۹۵ | ۱٬۷۹۰ | ۰        | ۵۶۸        |
| ۱۹۷۰ | ۱۵۰٬۳۱۳      | ۱۲۱٬۰۶۸ | ۲۷٬۱۷۹ | ۱٬۳۱۰ | ۱۹۳      | ۵۶۳        |
| ۱۹۷۵ | ۱۵۵٬۰۰۰      | -       | -      | -     | -        | -          |
| ۱۹۷۹ | ۱۶۲٬۱۸۱      | ۱۲۳٬۰۷۶ | ۳۷٬۲۶۴ | ۱٬۲۶۵ | ۱۴۰      | ۴۳۶        |
| ۱۹۸۷ | ۱۸۰٬۲۰۰      | -       | -      | -     | -        | -          |
| ۱۹۸۹ | ۱۸۹٬۰۸۵      | ۱۴۵٬۴۵۰ | ۴۰٬۶۸۸ | ۱٬۹۲۲ | ۴۱۶      | ۶۰۹        |
| ۲۰۰۵ | ۱۳۷٬۷۳۷      | ۱۳۷٬۳۸۰ | ۶      | ۱۷۱   | ۲۱       | ۱۵۹        |

ارمنیان آرتساخ دارای لهجهٔ ارمنی ویژه و شیوهٔ پوشاک ویژهٔ خود هستند. ارمنیان آرتساخ در جنگ جهانی اول و دوم شرکت جستند. در جنگ جهانی دوم ۴۵ هزار ارمنی شرکت کردند که ۲۲٬۵۰۰ نفرشان کشته شدند.

## اقتصاد آرتساخ
پیش از دوران شوروی در آرتساخ کارخانه‌های تولیدی بزرگ وجود نداشت، اما کارگاه‌هایی کوچک نساجی میان سال‌های ۱۹۳۰ تا ۱۹۴۰م کار می‌کرد و مواد اولیهٔ تولیدی را به روسیه، ایران و کشورهای اروپایی صادر می‌نمود.
از دیر باز به‌علت وفور توت در روستاها عرق توت تهیه می‌گردید که اهمیت پزشکی و درمانی دارد. از انگور نیز محصولات متعددی با کیفیت بالا تهیه می‌شود. کارگاه‌های درودگری، آهنگری، کفش‌دوزی و پوشاک و سفالگری کار می‌کردند. صنایع زیتون نیز وجود داشت. تقریباً در تمام روستاها آسیاب کار می‌کرد. تنها نیروگاه برق آرتساخ بیش از دوران شوروی در شهر شوشی واقع بود. (به قدرت ۳۰ کیلووات)
فعالیت‌های کشاورزی شامل زراعت غلات، باغداری و دامداری بود.
- صنعت

پایهٔ اصلی صنعت آرتساخ/قره‌باغ کوهستانی در دوران شوروی گذاشته شد که صنعت برق، صنایع سبک، مصالح و محصولات برقی است. در منطقه سه نیروگاه برق‌آبی بنیانگذاری شد. در دههٔ ۱۹۷۰ کارخانهٔ محصولات الکتریکی در استپاناکرت بنا شد. ابریشم منطقه از دیرباز معروف بود و مواد اولیهٔ کارخانه سایر جاها از اینجا تأمین می‌گردید.
از دیگر صنایع آرتساخ را می‌توان به: صنایع پنبه و بافندگی، کارخانه‌های دوزندگی و قالی‌بافی، صنعت غذایی، صنعت چوب و استخراج و تولید مصالح ساختمانی را می‌توان نام برد.
- کشاورزی

سطح زمین‌های کشاورزی قره‌باغ کوهستانی بالغ بر ۴۴۰ هزار هکتار است که ۲۱۵٬۵۰۰ هزار هکتار را مزرعه تشکیل می‌دهند.
محصولات کشاورزی را می‌توان به: استخراج و استحصال روغن از دانه‌های روغنی، هندوانه، پیاز، سیب زمینی و انواع میوه را می‌توان نام برد.
آرتساخ امکانات وسیعی از نظر دامداری در اختیار دارد. ۱۱۷ هزار هکتار مرتع و ۳٬۵۰۰ هکتار چمن‌زار طبیعی در اختیار داشت. در سال ۱۹۸۷م تعداد گوسفندان منطقه به ۲۶۵ هزار رأس می‌رسید و تعداد خوک در سال‌های ۱۹۸۰م چیزی بالغ بر ۸۵ هزار بود. سابقاً ۴۰ درصد از گوشت خوک جمهوری آذربایجان را آرتساخ تأمین می‌کرد.
پرورش کرم ابریشم و زنبور عسل و پرورش اسب از مهم‌ترین فعالیت‌های دامپروری آرتساخ می‌باشد.
- حمل و نقل

استپاناکرت توسط جادهها به مراکز مناطق مرتبط است لیکن بخش بزرگ آن‌ها در وضعیت نامطلوبی قرار داشتند بعد از جنگ قره‌باغ، توسط جماعت ارمنیان پراکنده با جمع‌آوری پول توانستند بسیار از جاده‌ها را تعمیر نمایند.
میان سال‌های ۱۹۷۰ تا ۱۹۷۵م حجم بارهای حمل شده ۱٬۴۶۷ هزار تن رسیده‌است. راه‌آهن استپاناکرت به شهرستان آقدام به طول ۲۵ کیلومتر نیز نقش مهمی ایفا نمود. فرودگاه استپاناکرت پروازهایی میان این شهر و شهرهای ایروان و باکو و گنجه انجام می‌گرفت. در سال‌های اخیر فرودگاه از فعالیت بازایستاد اما در اوایل سال ۱۹۹۵ مجدداً آماده بهره‌برداری گردید.

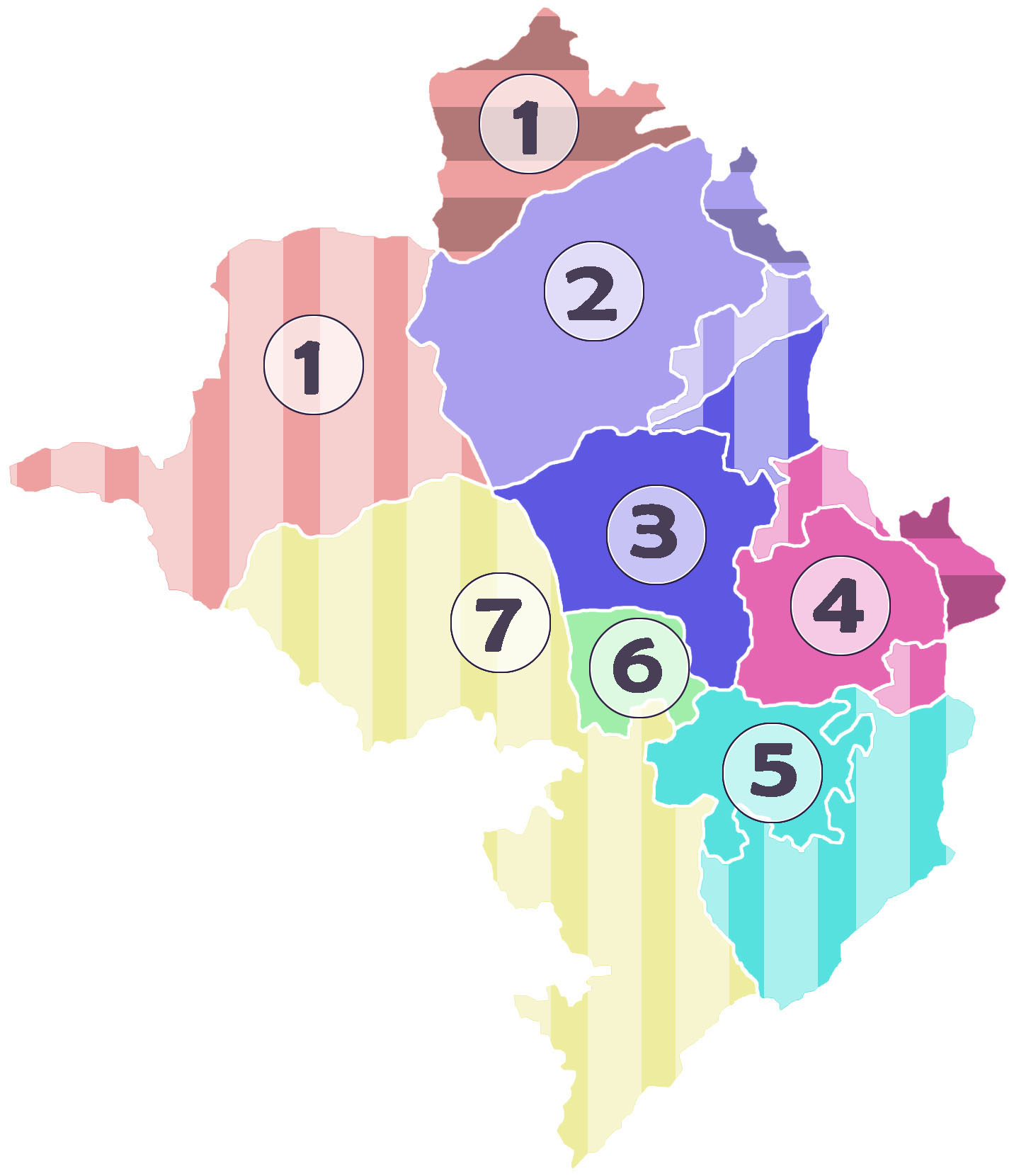
نقشهٔ آرتساخ و هفت استان آن. ۱-شاهومیان. ۲-مارداکرت. ۳-آسکران. ۴-مارتونی. ۵-هادروت. ۶-شوشی. ۷-کاشتاق

## استان‌ها و مناطق مسکونی آرتساخ
آرتساخ از نظر اداری به هفت منطقه تقسیم شده‌است:
1. استان شاهومیان
2. استان مارتاکرت

۳. استپاناکرت از سال ۱۹۸۷م به آسکران تغییر نام یافت
1. استان آسکران
2. استان مارتونی
3. استان هادروت
4. شوشی
5. استان کاشاتاق

- استپاناکرت[۳۰]

در بخش مرکزی قره‌باغ کوهستانی واقع استو پایتخت آرتساخ می‌باشد. تا سال ۱۸۴۷م وارارآکن (به معنی چشمهٔ روان و جوشان) نام داشت. وسعت آن ۰٫۹ هزار کیلومتر مربع و جمعیت آن در سال ۱۹۸۷م ۱۹٬۱۰۰ نفر بوده‌است. در سال ۱۹۸۰م در این منطقه ۵۱ روستا وجود داشت که از این میان ۴۶ روستای آن ارمنی بوده‌است.
روستاهای ارمنی مانند: «نوراگیوغ (تاریخ بنا سدهٔ ۱۹م)، پاروخ (سدهٔ ۹م)، خان‌آباد (سدهٔ ۱۷م)، آرتساخاشن (سدهٔ ۳م)، ناخیجوانیک (سدهٔ ۱۵م) را می‌توان نام برد.»
- استان مارتاکرت[۳۱]

بزرگ‌ترین منطقهٔ آرتساخ است با ۱٫۷ هزار کیلومتر مربع وسعت. از نظر تاریخی معماری باستانی ارمنی از اهمیت خاصی برخوردار است به‌طوری‌که از ۲٬۷۶۵ اثر تاریخی کشف شده در قره‌باغ کوهستانی تعداد ۱٬۱۰۰ اثر در این منطقه واقع است.
در منطقهٔ مارتاکرت ۶۱ روستا وجود دارد که ۵۴ روستا ارمنی‌نشین و ۷ روستا آذری بوده‌است.
جمعیت در سال ۱۹۸۷م ۴۵٬۳۰۰ نفر بود که ۹۸درصد آن ارمنی بودند.
روستاهای ارمنی مانند: «مارگوشاوان (تاریخ بنا سدهٔ ۱۹م)، توناشن (سدهٔ ۱۸م)، یارمجا (سدهٔ ۱۲م)، آراجازور (سدهٔ ۱۰م) را می‌توان نام برد.»
- استان مارتونی[۳۲]

دارای وسعت ۰٫۸ هزار کیلومتر مربع و بخشی از ولایت قدیمی واراندا را تشکیل می‌دهد. دارای ۳۵۳ بنای تاریخی معماری ارمنی است که صومعه آماراس (سدهٔ ۵م) یکی از قدیمی‌ترین آن‌ها می‌باشد.
جمعیت مارتونی در سال ۱۹۸۷م بالغ بر ۲۵٬۴۰۰ نفر بوده که ۹۰درصد آن‌ها ارمنی بودند. در این منطقه ۴۰ روستا و شهرک وجود دارد.
روستاهای ارمنی مانند: «چارتار (تاریخ بنا سدهٔ ۴م)، کاراهونج (سدهٔ ۶م)، هاتسی (سدهٔ ۵م)، موشکاپات (سدهٔ ۳م)، نورشِن (سدهٔ ۳م) را می‌توان نام برد.»
- استان هادروت[۳۳]

دارای وسعت ۰٫۷ هزار کیلومتر مربع و پوشیده از جنگل است. در این منطقه ۴۲ روستا وجود دارد و مرکز آن شهر هادروت است. تعداد ۴۸۶ اثر تاریخی در این منطقه یافت شده‌است.
روستاهای ارمنی مانند: «تومی (تاریخ بنا سدهٔ ۵م)، خدسابرد (سدهٔ ۴م) را می‌توان نام برد.»
- شوشی[۳۴]

دارای وسعت ۰٫۷ هزار کیلومتر مربع و ۱۵۲ اثر تاریخی وجود دارد در سال ۱۹۸۷م این منطقه شامل ۲۷ روستا و یک شهر بود. کشتار شوشی واقعی بود که توسط نیروهای آذربایجانی ضد ارامنه صورت گرفت.
منطقه شوشی در سال ۱۹۸۷م ۲۰ هزار جمعیت داشت که ۱۳٬۵۰۰ نفر در شهر شوشی اسکان داشتند مابقی در روستاها زندگی می‌کردند.
یکی از روستاهای قدیمی منطقه روستای کارین تاک ارمنی‌نشین می‌باشد که در سال ۱۹۸۷م ۵۸۰ نفر جمعیت داشت. روستای بِردازور در سال ۱۹۸۹م ۲۰۱ نفر جمعیت داشت که ۱۹۶ نفر آن در جنگ جهانی دوم شرکت کردند و ۶۲ نفر کشته شدند.
یکی از معروف‌ترین آثار تاریخی دژ شوشی به نام شیکاکار در سدهٔ ۹ میلادی می‌باشد که سمباتیان بر سپاه اعراب پیروز شد.

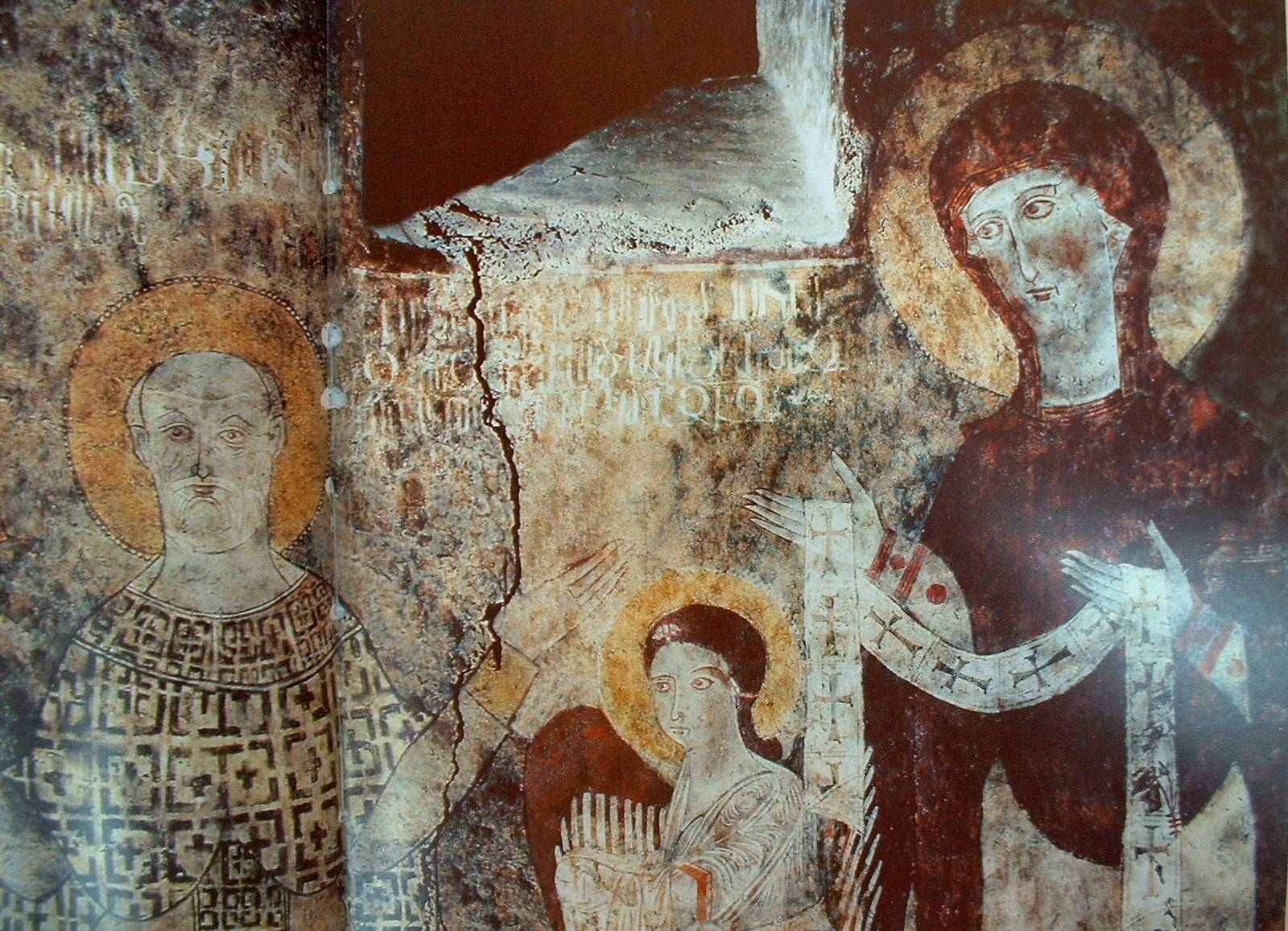
قطعه‌ای از یک نقاشی با آبرنگ روی گچ با متن ارمنی بر روی دیوار صومعهٔ دادی وانک نشانی از یک شاهکار از فرهنگ سده‌های میانه در آرتساخ

## فرهنگ آرتساخ
منطقهٔ آرتساخ یکی از غنی‌ترین مناطق سرزمین ارمنستان از نظر وجود بناها و اماکن مذهبی است. در بخش‌های مرکزی و مناطق دیگر در طی سده‌های میانه بدون وقفه در زمینه‌های تعلیم، تحصیل، نگارش و انتشار ادبیات مذهبی و زبان و فرهنگ ارمنی بسیار فعال بوده‌اند.